# Discurso de la navegación

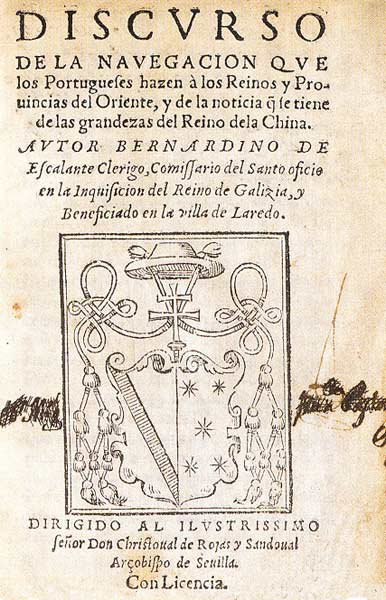
Portada del Discurso de la Navegación

El Discurso de la navegación que los Portugueses hazen à los Reinos y Provincias del Oriente, y de la noticia que se tiene de las grandezas del Reino de la China, más conocido como Discurso de la navegación, es una obra de finales del siglo XVI escrita por el clérigo Bernardino de Escalante, que centra su foco de interés en la civilización tradicional china. El escrito fue publicado en 1577.
Fue la primera descripción de China impresa en lengua española, y pudo haber iniciado un debate serio acerca de algunas cuestiones que antes no se habrían tratado en profundidad ante la falta de información testimoniada y fiable, como la dificultad real de una conquista militar o la propuesta de evangelización del Imperio Ming. Fue la primera impresión europea de los caracteres chinos. Un extracto del Discurso de la navegación apareció en el primer atlas moderno, el Theatrum Orbis Terrarum de Abraham Ortelius, que fue editado en 70 ocasiones en varios idiomas en pocos años, lo cual dio notable difusión al trabajo de Escalante. El censor e historiador de Felipe II Esteban de Garibay censuró partes de esta obra, arreglos que fueron ignorados por su autor ya que no afectaban a la doctrina religiosa sino al campo geográfico, histórico y costumbrista.

## Génesis
Varios acontecimientos, como la necesidad de nuevos mercados, el peligro turco en el Este o el ambiente previo a la Contrarreforma –y la necesidad subsiguiente de extender la auténtica fe abonada por Alejandro VI- pudieron promover los viajes portugueses y, a través de las noticias que llegaron a los españoles de boca de éstos, estos últimos irían conformando su idea acerca del Extremo Oriente. China e India constituían los grandes mercados (en cuanto a volumen de transacciones) del mundo pre-moderno, y las potencias europeas lo vieron como una oportunidad para ampliar sus redes comerciales. Desde el asentamiento español en las Filipinas, la curiosidad y la apetencia de conquista podrían haber florecido; se iniciaron contactos con los chinos residentes en el archipiélago y se enviaron embajadas a China en 1575. Según apunta Casado, la base española en Filipinas pudo haber servido en aquel momento como un hipotético trampolín desde donde conquistar y evangelizar el Imperio Ming. Además, la creencia extendida de la Monarquía hispánica como vanguardia de la evangelización mundial fundamentaría los pasajes enfocados a la tarea misionera, militar y comercial en este Discurso de la navegación (especialmente en el capítulo 16). El texto se enmarca dentro de la literatura del XVI sobre los descubrimientos de las Indias.

## Estructura
Los primeros cinco capítulos resumen elocuentemente la historia de Portugal y sus rutas marítimas hacia las Indias en búsqueda de especias. El segundo bloque del discurso, mucho más extenso que los anteriores capítulos, describen la geografía china y los habitantes de este país. El último capítulo está dedicado a exponer las vías posibles de evangelización del territorio, junto con una exposición de la forma de navegar entre Nueva España y las islas Filipinas.

## Temática
El tema principal de la obra podría girar en torno a una China donde se trabaja para vivir bien y no para alcanzar la salvación. Al autor del texto le sorprende mucho que los chinos sean medidos en su gobierno y habilidosos con las artes a pesar de su idolatría. Bernardino no habla en ningún momento de emperador porque quizás esto podía suponer el reconocimiento de la superioridad del monarca chino sobre otros reyes europeos, pero sí de los adelantos y grandezas de este imperio. 

### Discurso religioso e imagen del otro
Se habla mucho de grandeza, pero de intrínseca perdición al desviarse del camino católico y de la auténtica salvación (preservar el orden social a través del discurso fue y ha sido casi siempre algo clave). Se califica a los chinos como idólatras (fol. 97) pero a la vez como buenos gobernantes y referentes mundiales en esta materia (fols. 5-5vº). Al no reconocer la fe verdadera se entregan al recreo (fol. 37vº). 

«Tienen en todos estos vanquetes [refiriéndose a las fiestas] musicas, y tañedores de diversos instrumentos, bolteadores, y representantes de comedias, con que se recrean; como gente descuydada, y sin luz de la gloria del cielo; no pretendiendo otro fin, que el contentamiento temporal, de que gozan.» (fols. 46vº-47)

A Bernardino le asombra que siendo tan prudentes los chinos en el gobernar y tan ingeniosos en las artes tengan tan poco entendimiento para la religión: 

«barbaros y ciegos en la veneracion de su falsa y vana Idolatria. Porque ningun conocimiento tienen de Dios verdadero: mas de que le rastrean con dezir que de lo alto dependen todas las cosas criadas, y la conservacion y govierno de ellas: sin saber dezir particularmente, quien sea el autor, atribuyiendo lo al mesmo Cielo, que le tienen por el mayor de sus Dioses» (fols. 88-88vº).

También alude a que son muy crédulos para los cuentos fantásticos (fol. 92vº). Como contraste a la versión de Escalante, que era también la de muchos dominicos y franciscanos, el jesuita Mateo Ricci (1552-1610) dice de los chinos que «no son idólatras, ni siquiera supersiticiosos».
Francisco Javier y otros jesuitas habrían sido los primeros según Escalante en predicar la Ley evangélica a los chinos, no sin dificultades por las restricciones de estancia a los extranjeros, aunque Bernardino muestra a los chinos como bien predispuestos para recibir el catolicismo, calificándolos de humildes, dóciles y dispuestos (fols. 94-94vº).
Bernardino pide a Felipe II (fol. 98) que envíe una embajada al emperador Ming para poder convertirlo a él y a sus súbditos al cristianismo, destacando que este hecho puede ayudar a la gobernabilidad de China (fols. 95vº-96) y a la expansión de la Cristiandad bajo la órbita que le corresponde a Felipe II (fol. 98). Se hace patente que la conquista militar de China es difícil dado su poder y grandeza (fols. 95vº-96).

### La identidad individual y colectiva, vestimenta, alimentación
Los chinos son trabajadores para procurarse un buen ambiente y tenían según el autor poca estimación a los hombres ociosos y no les daban limosna  (fols. 31vº-32, 48vº). Además, los chinos disponían según Escalante de todo lo que necesitaban para vivir comúnmente (fols. 33vº-34). Por su buen uso de la industria y continuo trabajo, junto con un óptimo aprovechamiento del suelo, los chinos tienen la tierra más abundante y fértil (31vº). 
El clérigo muestra el ideal de belleza femenino de los pies pequeños y su consecución a través del vendaje. También menciona que las damas de la alta sociedad viven recogidas del ambiente cotidiano por deseo de sus maridos celosos (fol. 43vº). 
Bernardino habla de alguna costumbre supersticiosa y advierte la forma del peinado chino como rasgo de diferenciación social: 

«Crian el cabello largo en que tienen supersticion, diziendo, que an de ser llevados, asidos por el al cielo: y curan lo como las mugeres, y recogenlo en lo alto de la cabeça con una lazada, en que atraviessan un clavo de plata. Diferencian se los que no son casados, en que hazen crencha en la frente: traen encima puestos unos birretes altos, y redondos hechos de varillas muy polidas, y sobre texidas de seda negra.» (fol. 43)

El autor también recoge la utilidad del té para reparar la salud y como regalo a los invitados (fols. 48-48vº). Además se percata que visten zapatos según las clases sociales (fol. 52vº). En cuanto a su apariencia expone: 

«Son tan blancos como nosotros, y traen barvas, y las mugeres son muy hermosas aunque todos tienen pequeños los ojos. Visten sayas y ropas hasta el suelo» (fols. 96vº-97).

### Los medios de difusión de la cultura (oralidad y escritura)

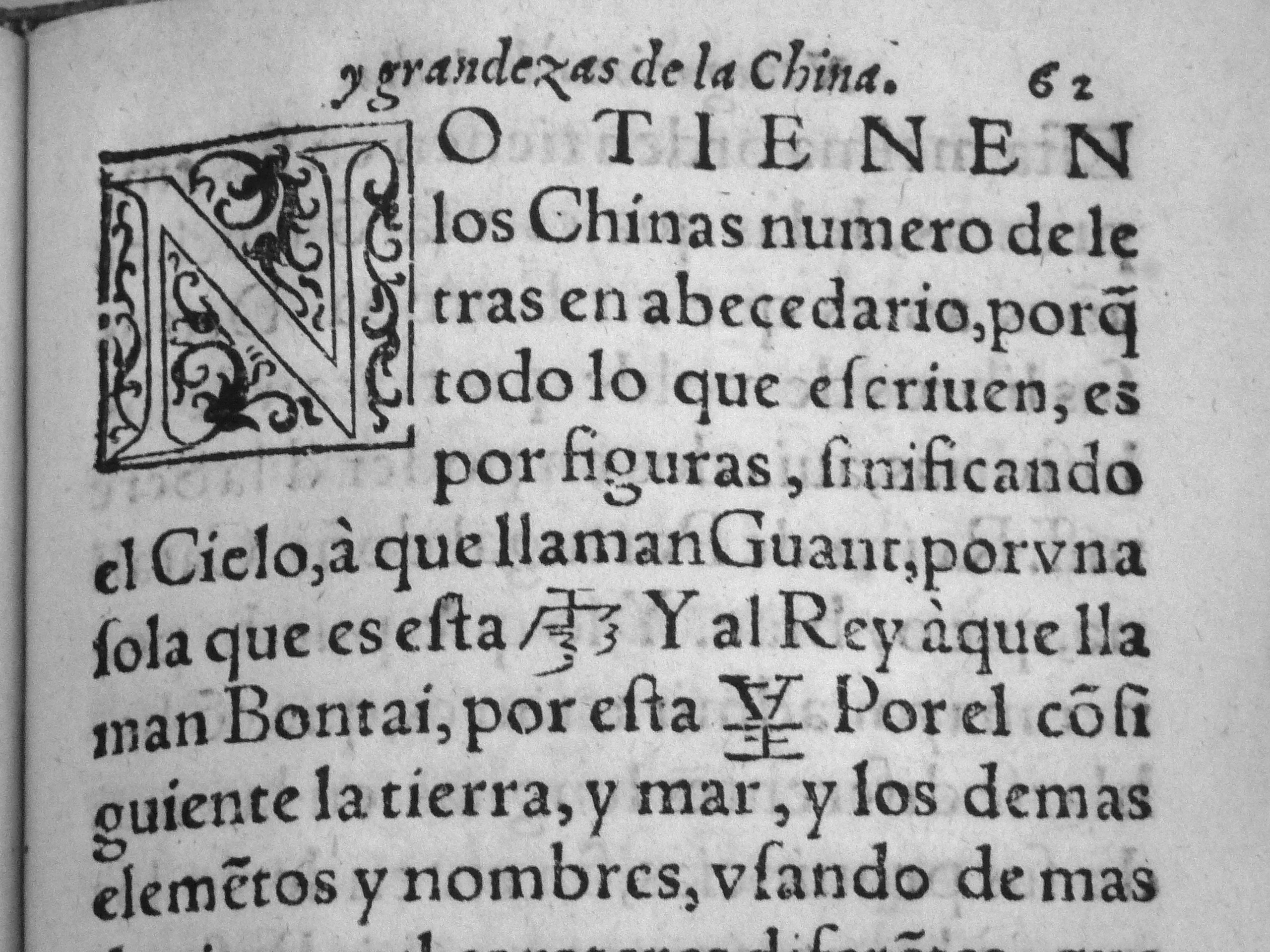
Folio 62 (recto) del Discurso. Se pueden ver ejemplos de caracteres chinos alterados que según el texto significan "cielo" y "rey".

El idioma chino, según Bernardino de Escalante, no tiene alfabeto porque utiliza distintas figuras (fol. 62). También conoció que los chinos dispusieron de la imprenta muchos años antes que los europeos, como se aprecia en el folio 62 vuelto. Sobre la educación de aquel tiempo, menciona sucintamente que en todas las ciudades el emperador tiene escuelas a su costa, y entre los conocimientos impartidos se encuentra la Filosofía natural (fols. 63-63vº). 
Según Casado, en el folio 62 aparecen los primeros ideogramas chinos reproducidos tipográficamente en el continente europeo.

## Difusión y trascendencia
En la Monarquía española parece que tuvo poco alcance por el contexto de retraimiento imperial, alcance mermado más si cabe con la publicación de la Historia e las cosas más notables, ritos y costumbres del Gran Reino de la China (1585) por el fraile agustino Juan González de Mendoza, que eclipsó al texto de Escalante. En otras monarquías, como la inglesa (traducción al inglés en 1579) y la holandesa, sirvió quizás como herramienta para ampliar el conocimiento sobre esas tierras, facilitando así en un futuro no tan lejano los asentamientos en Indonesia, India y China. Por sus contenidos exóticos y descripciones de tierras lejanas, el interés por esta obra se alargó durante más de dos siglos.

### Obras de Bernardino de Escalante
- Escalante, Bernardino de (1995),  Casado Soto, José Luis, ed., Discursos de Bernardino de Escalante al Rey y sus ministros (1585-1605), Ed. Universidad de Cantabria, ISBN 84-8102-100-8. (Una colección comentada de los memoriales de Escalante al Rey de España y sus ministros, 1585-1605)

- Escalante, Bernardino de (1992), Discurso de la navegación que los portugueses hazen a los reinos y provincias del oriente, y de la noticia que se tiene del reino de China, Ed. Universidad de Cantabria, ISBN 84-87412-59-9. (Reimpresión reciente)

- - Escalante, Bernardino de (1577), Discurso de la navegación que los portugueses hazen a los reinos y provincias del oriente, y de la noticia que se tiene del reino de China, Sevilla, archivado desde el original el 3 de marzo de 2016, consultado el 19 de septiembre de 2015. (Transcripción reciente de Minerva Terrades, Universitat Pompeu Fabra, con pocas modificaciones sobre la ortografía original. Texto completo en PDF.)

- - Obra digitalizada de la edición original de 1577 Biblioteca Virtual Miguel de Cervantes, Fondo Antiguo de la Universidad de Salamanca.

### Otras obras
- Lach, Donald F. (1965), Asia in the making of Europe, Volume I, Book Two, The University of Chicago Press.

- Barrios, Rafael Bellón (2008), Acerca del Discurso de la navegación (1577) de Bernardino de Escalante: Evangelización, conquista, percepción del otro, archivado desde el original el 26 de agosto de 2011, consultado el 8 de junio de 2011.

- Datos: Q25405223
- Multimedia: Discurso de la navegacion / Q25405223